# Кібернетичний центр (Київ)

Мозаїчне панно «Тріумф кібернетиків» на бічній стіні корпусу № 6 Кібцентру, де у 1970-ті роки був Обчислювальний центр, у 1990-ті Музей Кібцентру, з 1997 року належить МННЦ ІТС. Автори Галина Зубченко, Григорій Пришедько, 1974 рік. Фото 5 травня 2023.

Кібернетичний центр (Кібцентр) — спочатку неофіційна, а згодом офіційна[джерело не вказане 962 дні] назва групи науково-дослідних інститутів Національної академії наук України (НАН України), становлення і розвиток яких відбувся на основі Інституту кібернетики НАН України. Своєю появою Інститут кібернетики завдячує науковцю із значними керівними та організаторськими здібностями Віктору Михайловичу Глушкову, бажанням якого було зробити Інститут конкурентом передових установ того часу, зокрема, IBM. За його керівництва Інститут кібернетики став відомий не тільки в СРСР, а й за кордоном. Теоретичні та практичні розробки Інституту, що стосувалися обчислювальної техніки, не поступалися тодішнім закордонним аналогам, а інколи на кілька років і випереджали їх.

## Передісторія

Інститут кібернетики імені В. М. Глушкова

Інститут кібернетики був створений 1962 року на базі Обчислювального центру Академії наук, який свого часу утворився із лабораторії обчислювальної техніки Інституту математики АН УРСР де 1950 року під керівництвом Лебедєва було розроблено перший радянський комп'ютер «МЭСМ». Після своєї розробки Лебедєв переїжджає до Москви разом із деякими співробітниками лабораторії. Саме цією лабораторією 1956 року почав завідувати Глушков. Утворений ним 1962 року інститут стрімко розвивався. Цьому сприяли як численні наукові досягнення інституту: теоретичні розробки, створені нові обчислювальні машини, комплекси, так і уміння Глушкова «вибивати» кошти у союзного керівництва на наукові та практичні розробки. Колектив інституту щороку поповнювався найкращими випускниками навчальних закладів України — з декількох сотень наукових працівників Обчислювального центру до декількох тисяч наукових співробітників Інституту кібернетики (протягом 5-7 років). Так, вже на початок 1990-х років в інституті працювало 6500 співробітників. Глушков значну увагу приділяв підготовці кваліфікованих спеціалістів з обчислювальної техніки та популяризації кібернетики як науки. Мало велике значення і підтримка кібернетики керівництвом СРСР та УРСР. Підготовлені в інституті кібернетики науковців (кандидати та доктори наук) поповнювали склад співробітників різних українських та закордонних технічних вузів, наукових установ та конструкторських бюро.
В складі Інституту кібернетики було створене конструкторське бюро, зачатки дослідного заводу — для реалізації наукових результатів «в металі». В. М. Глушков запропонував створити ряд взаємопов'язаних інститутів кібернетичного напрямку. Спочатку планувалось, що нові інститути будуть побудовані поруч з уже існуючими будівлями Інституту кібернетики, але цей план був відкинутий після створення на невеликій відстані від Інституту кібернетики Інституту ядерних досліджень (з дослідним реактором в його складі). Після цього для реалізації проекту була вибрана територія на південній околиці Києва, поруч з селищами Гатне і Чабани — уже обласного підпорядкування. Поруч з науково-дослідними будівлями виріс і житловий масив.

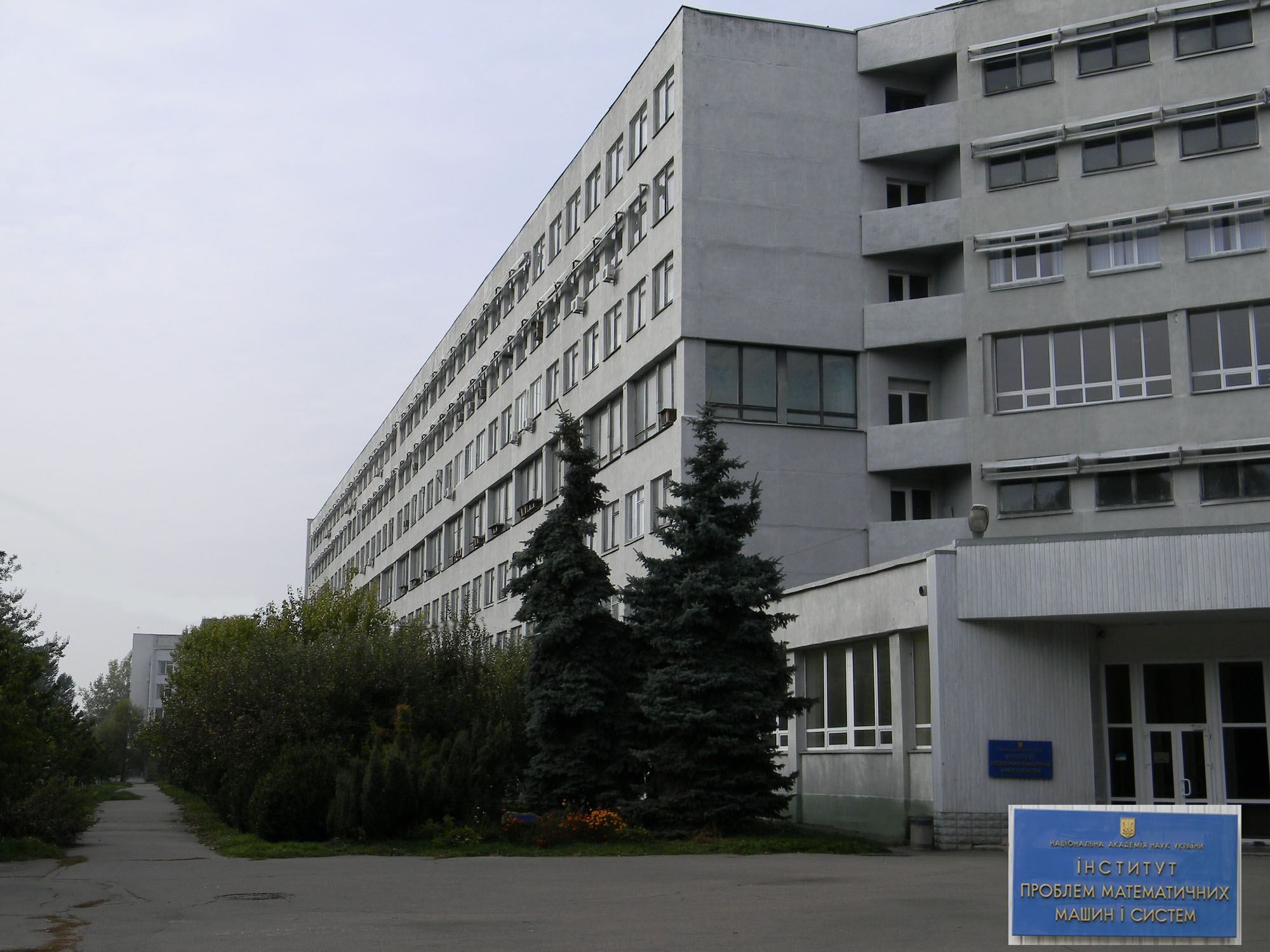
Інститут проблем математичних машин і систем

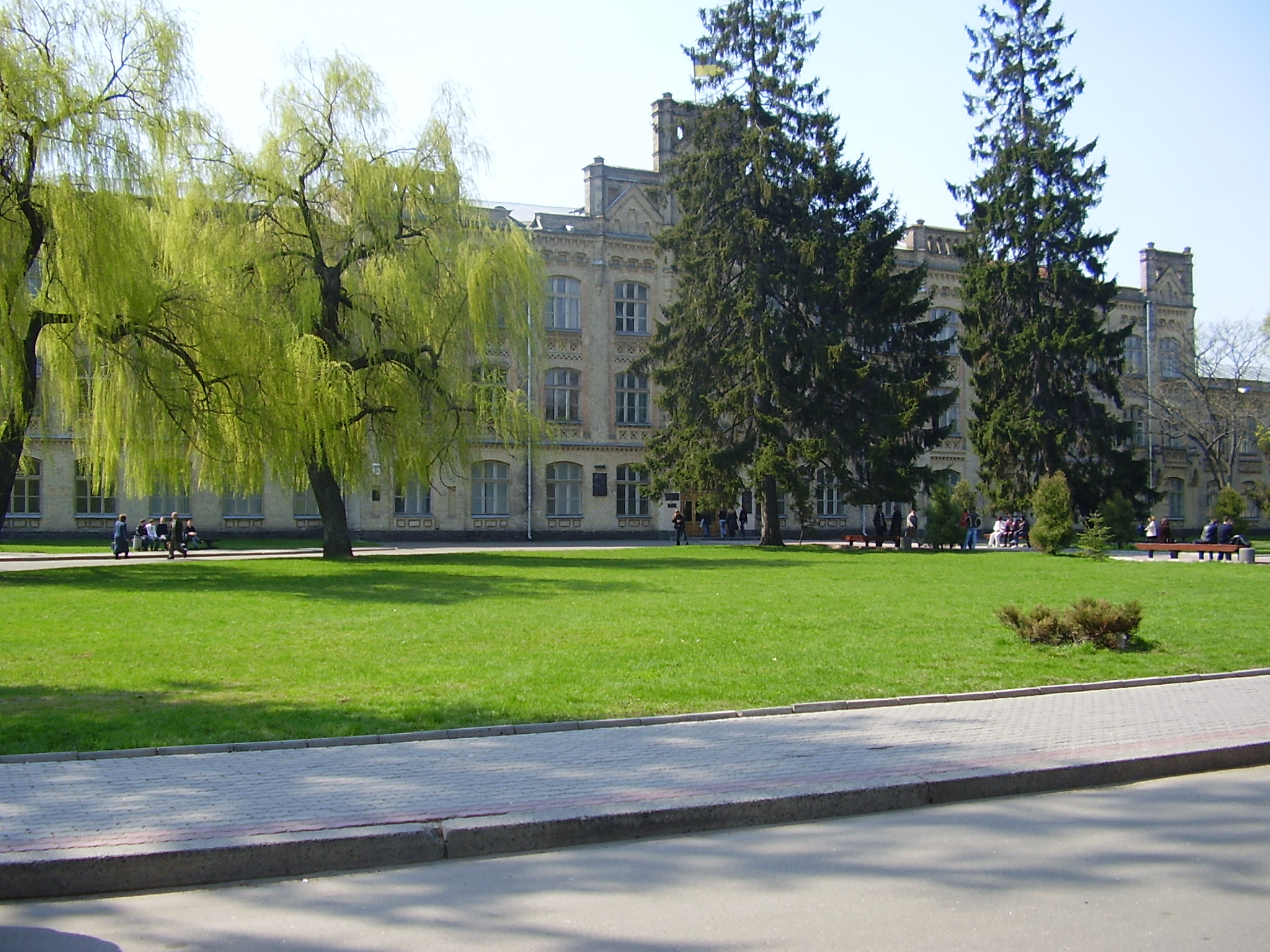
КПІ

Розвиток Інститут кібернетики значно сповільнився після передчасної (на 59 році життя) смерті академіка В. М. Глушкова (1982), а згодом через розпад Радянського Союзу. Перед розпадом союзу поряд з основним корпусом інституту Кібернетики, розпочалось будівництво ще кількох корпусів, проте їх так і не встигли добудувати. Недобудови стоять до цих пір.

## Утворення Кібцентру
Початкова ідея утворення Кібернетичного центру належала ще Глушкову. Проте складності з юридичним оформлення функціонування такої структури та подальшим її управлінням змусили його відмовитися від даної ідеї (на той час більш вигідним було залишатися єдиним монолітним інститутом з точки зору управління, розподілу фінансування між підрозділами та координації спільної роботи між ними). Проте назву «Кібернетичний центр» стосовно комплексу споруд Інституту кібернетики було введено в неофіційний вжиток. Зупинка громадського транспорту біля Інституту кібернетики з 1973 року носить назву «Кібернетичний центр», або Кібцентр.
У 1980 році до складу Кібцентру входили:
- Інститут кібернетики (біля 3 тис. співробітників)
- СКБ ММС (біля 2 тис. співробітників)
- КБ
- Дослідний завод
- Науково-навчальний центр
- Технософт
- Центр мікроелектроніки
- Завод мікроелектроніки (було зведено корпуси, нині довгобуд)

На початку 90-х років, після розпаду Радянського Союзу, зменшився попит на практичні розробки Інституту, і утримання такої великої установи стало проблемним. Було прийнято рішення про структурну реорганізацію Інституту та переорієнтування прикладної тематики. На базі підрозділів Інституту утворили окремі науково-дослідні установи, об'єднані в Кібернетичний центр НАН України. Генеральним директором Кібернетичного центру є теперішній директор Інституту кібернетики, академік Іван Васильович Сергієнко. Фактично ж утворені інститути в даний час являють собою повністю відокремлені від Інституту кібернетики підрозділи НАН України і лише формально входять в Кібернетичний центр.
У Кібернетичний центр сьогодні входять:
- Інститут кібернетики імені В. М. Глушкова НАН України;
- Інститут проблем математичних машин і систем НАН України;
- Інститут програмних систем НАН України;
- Інститут космічних досліджень НАН України та НКА України;
- Інститут прикладного системного аналізу МОН України та НАН України;
- Міжнародний науково-навчальний центр інформаційних технологій і систем НАН України та МОН України

Доїхати до Кібернетичного центру можна тролейбусами: № 43 (Дарницька площа — «Дружби народів» — «Голосіївська» — Кібцентр), автобусом № 80 (Севастопольська площа — Жуляни — Кібцентр), або маршрутними таксі № 416, 458 та міжміськими, що прямують до зупинки «Одеський ринок» з різних точок Києва, або доїхати метро до станції «Теремки».
Адреса:

проспект Академіка Глушкова, 40, 03680, МСП, Київ